# Carmen Ruiz
Carmen Ruiz (Madrid, 28 de julio de 1974) es una actriz española de cine, teatro y televisión.
Empezó a ser conocida a raíz de sus apariciones en programas de Cámara oculta en ETB, y sus papeles en las series Mujeres (TVE) y Yo soy Bea donde interpretó a la recepcionista de la serie (Telecinco). También ha participado en películas como La vida inesperada, FIN, Villaviciosa de al lado, Es por tú bien, Gente de mala calidad, entre otras. Ha sido premiada por varios cortometrajes. También cuenta con una extensa experiencia teatral.
Participó con un pequeño papel al lado de Tony Leblanc en Torrente 3 (2005).
Sus dos primeros papeles fueron en series que coincidieron en su emisión en el tiempo. Aunque Mujeres se había grabado en 2005, TVE no se decidió a emitirla hasta el último trimestre de 2006, poco después de que se estrenara Yo soy Bea.
Después de poco más de un año interpretando en esta última el papel de Chusa, decidió dejar la serie para rodar otra, esta vez en Cuatro, en la que interpreta un papel protagonista. Se trata de Cuestión de sexo, en la que le acompañan actores como Guillermo Toledo o Pilar Castro.
Participó en la adaptación cinematográfica de Mortadelo y Filemón, subtitulada Misión: Salvar la Tierra y bajo la dirección de Miguel Bardem, en la que interpretó el papel de Toribia.
Desde 2015 hasta su final en 2016 (de la segunda a la cuarta temporada) interpretó a Petra Palomero en la serie de Cuatro, Gym Tony, donde era una de los personajes que en más sketches salió.
Sus últimos trabajos televisivos han sido Matadero y Madres.
En la serie Deudas de la productora The good mood interpreta a Lucía, hija de Pepa, interpretada por Carmen Maura.

## Filmografía
| Año  | Película                                         | Personaje         | Director                     |
| ---- | ------------------------------------------------ | ----------------- | ---------------------------- |
| 1996 | Pesadilla para un rico                           | Chica del coro    | Fernando Fernán Gómez        |
| 2001 | La subasta (cortometraje)                        |                   | Javi Jiménez Palo            |
| 2001 | Cosecha del año en punto (cortometraje)          | Sonsoles          | Javi Jiménez Palo            |
| 2003 | Eres mi héroe                                    | Profesora 2       | Antonio Cuadri               |
| 2003 | Rivales (cortometraje)                           |                   | Canco Rodríguez              |
| 2004 | Crimen ferpecto                                  | Dependienta video | Álex de la Iglesia           |
| 2006 | Armando o la buena vecindad                      | Noelia            | Luis Serrano Prieto          |
| 2006 | Películas para no dormir: La habitación del niño | Sonia             | Álex de la Iglesia           |
| 2007 | Heterosexuales y Casados (cortometraje)          | Maripaz           | Vicente Villanueva           |
| 2007 | Un día cualquiera (cortometraje)                 |                   | Eva Guerra y Raquel Barrero  |
| 2008 | Gente de mala calidad                            | Mónica            | Juan Cavestany               |
| 2008 | Mortadelo y Filemón. Misión: Salvar la Tierra    | Toribia           | Miguel Bardem                |
| 2009 | Spanish Movie                                    | Agustica          | Javier Ruiz Caldera          |
| 2009 | La rubia de Pinos Puente (cortometraje)          | Noni Gil          | Vicente Villanueva           |
| 2010 | Que se mueran los feos                           | Sofía             | Nacho G. Velilla             |
| 2011 | 8 (cortometraje)                                 | Madre             | Raúl Cerezo                  |
| 2011 | En fuera de juego                                | Mónica            | David Marqués                |
| 2012 | Fin                                              | Sara              | Jorge Torregrossa            |
| 2012 | Telmo y Martina (cortometraje)                   | Martina           | Kike Narcea                  |
| 2013 | La vida inesperada                               | Sandra            | Jorge Torregrossa            |
| 2013 | Muertos de amor                                  | Manoli            | Mikel Aguirresarobe          |
| 2015 | Mi gran noche                                    | Amparo            | Álex de la Iglesia           |
| 2016 | Villaviciosa de al lado                          | Milagros          | Nacho García Velilla         |
| 2017 | Es por tu bien                                   | Alicia            | Carlos Therón                |
| 2017 | Pez (cortometraje)                               | Madre             | Javier Quintas               |
| 2018 | Los Futbolísimos                                 | Juana             | Miguel Ángel Lamata          |
| 2018 | Mejor actriz (cortometraje)                      | Candy             | Sadrak Zmork                 |
| 2019 | El asesino de los caprichos                      | Ginecóloga        | Gerardo Herrero              |
| 2021 | El club del paro                                 | Diana             | David Marqués                |
| 2021 | Globo (cortometraje)                             | Miriam            | José Antonio Campos Aguilera |

### Televisión
| Año         | Serie                     | Canal                   | Personaje                    | Episodios     |
| ----------- | ------------------------- | ----------------------- | ---------------------------- | ------------- |
| 2006        | Mujeres                   | La 2                    | Julia                        | 13 episodios  |
| 2006        | Mi querido Klikowsky      | ETB 1                   | María Jesús "Chusa" Suárez   | 1 episodio    |
| 2006 - 2007 | Yo soy Bea                | Telecinco               | María Jesús "Chusa" Suárez   | 276 episodios |
| 2007 - 2009 | Cuestión de sexo          | Cuatro                  | Elena                        | 37 episodios  |
| 2010        | Supercharly               | Telecinco               | Maite                        | 5 episodios   |
| 2010        | Los misterios de Laura    | La 1                    | Emilia Pérez "Srta. Amapola" | 1 episodio    |
| 2010        | Impares                   | Antena 3                | Mamen                        | 7 episodios   |
| 2010 - 2011 | Impares Premium           | Neox                    | Mamen                        | 10 episodios  |
| 2011        | BuenAgente                | La Sexta                | Olivia Martínez Peña         | 19 episodios  |
| 2012 - 2014 | Con el culo al aire       | Antena 3                | Elisa "Eli" Gil Pérez        | 42 episodios  |
| 2015 - 2016 | Gym Tony                  | Cuatro                  | Petra Palomero               | 267 episodios |
| 2019        | Matadero                  | Antena 3                | María José Jiménez           | 10 episodios  |
| 2020 - 2021 | Madres. Amor y vida       | Prime Video / Telecinco | Luisa                        | 34 episodios  |
| 2021        | Deudas                    | Atresplayer La Sexta    | Lucía Reyes Carranza         | 13 episodios  |
| 2021 - 2022 | Amar es para siempre      | Antena 3                | Penélope Valdivia Sanz       | 254 episodios |
| 2024        | Serrines, madera de actor | Prime Video             | Terapeuta de Serrines        | 3 episodios   |

### Teatro
- Misogi no (2006)
- Comedia idiota con título absurdo (2006)
- Zanahorias (2008)
- La cantante calva
- Idioteces profundas contadas por imbéciles inteligentes
- Star bien
- La katarsis del tomatazo
- Baile, sólo parejas, Animalario(2009)
- Algo más inesperado que la muerte de Elvira Lindo dirigida por Josep María Mestres (2009–2010)
- Las dos bandoleras (2014)
- Bajo terapia (2016-2017)
- La cantante calva (2017-2018)
- 7 años (2018-2019)
- Ronejo (2020-2021)

## Premios y nominaciones
2009
- Premio a la Mejor interpretación femenina en el Festival de Cortometrajes de Villarreal "Cineculpable" por La rubia de Pinos Puente.[1]
- Premio a la Mejor actriz en el Certamen de Cortometrajes Ciudad de Soria por "La rubia de Pinos Puente".[2]
- Premio a la Mejor interpretación femenina en el Festival de Cortos Playas de las Américas Arona por "La rubia de Pinos Puente".[2]
- Premio a la Mejor actriz en el Cortogenia por "La rubia de Pinos Puente".[2]
- Premio a la Mejor actriz en la Semana de Cine Español de Aguilar de Campoo por "La rubia de Pinos Puente".[2]
- Premio a la Mejor actriz en el Concurso de Cortos de Humor de Arrigorriaga por "La rubia de Pinos Puente".[2]

2010
- Premio a la Mejor actriz en el Festival Internacional de Cortometrajes de Móstoles por "La rubia de Pinos Puente".[3]
- Premio a la Mejor actriz en la Semana de Cine de Medina del Campo por "La rubia de Pinos Puente".[2]
- Biznaga de plata a la mejor actriz en el Festival de Cine Español de Málaga en la sección de Cortometrajes por "La rubia de Pinos Puente".[4]
- Premio a la Mejor actriz en el Festival de Cine de Alicante por "La rubia de Pinos Puente".[2]
- Premio a la Mejor actriz en el Certamen Nacional de Cortometrajes de Mula por "La rubia de Pinos Puente".[2]
- Premio a la Mejor actriz en el Festival Escorto - El Escorial por "La rubia de Pinos Puente".[2]
- Premio a la Mejor actriz en el Festival de Cine Alfaz del Pi por "La rubia de Pinos Puente".[2]
- Premio a la Mejor actriz en el Festival de Tarazona y el Moncayo 'Paco Martínez Soria' por "La rubia de Pinos Puente".[5]
- Premio a la Mejor actriz en el Festival de Cine de Pamplona por "La rubia de Pinos Puente".[6]
- Premio Luna de Islantilla a la Mejor actriz en el Festival Internacional de Cine Bajo la Luna Islantilla Cinefórum por "La rubia de Pinos Puente".[7]

2011
- Nominación a los Unión de Actores 2010 a la Mejor actriz de reparto de cine por "Que se mueran los feos".

2012
- Nominación a los Premios SPT a la Mejor actriz de televisión por "Con el culo al aire.[8]

2013
- Premio Nueva Generación de Comedia en el Festival de Cine de Comedia de Tarazona 'Paco Martínez Soria'[9]

## Curiosidades
- Participó en un capítulo de Desalmados, una de las series de El Sótano, espacio de la web de Antena 3 donde se publica series en línea para promocionar nuevos talentos.